# Destination X (2011)
Destination X (2011) foi um evento em formato pay-per-view promovido pela Total Nonstop Action Wrestling, ocorreu no dia 10 de junho de 2011 no Impact Wrestling Zone na cidade de Orlando, Florida. Esta foi a sétima edição da cronologia do Destination X. O evento marcou o retorno da utilização do ringue de seis lados e do Ultimate X match.

## Antes do evento
Destination X teve lutas de wrestling profissional envolvendo diferentes lutadores com rivalidades e storylines pré-determinadas que se desenvolveram no iMPACT Wrestling — programa de televisão da Total Nonstop Action Wrestling (TNA). Os lutadores interpretaram um vilão ou um mocinho seguindo uma série de eventos para gerar tensão, culminando em várias lutas.

## Resultados
| #                           | Lutas                                                                    | Estipulação                                                                              | Tempo |
| --------------------------- | ------------------------------------------------------------------------ | ---------------------------------------------------------------------------------------- | ----- |
| 1                           | Kazarian derrotou Samoa Joe                                              | Singles match                                                                            | 11:19 |
| 2                           | Douglas Williams (com Magnus e Rob Terry) derrotou Mark Haskins          | Open Challenge match                                                                     | 07:42 |
| 3                           | Eric Young e Shark Boy derrotaram Generation Me (Max e Jeremy Buck)      | Tag team match                                                                           | 07:22 |
| 4                           | Alex Shelley derrotou Robbie E (com Cookie), Shannon Moore e Amazing Red | Ultimate X match para determinar o desafiante número um pelo TNA X Division Championship | 10:37 |
| 5                           | Rob Van Dam derrotou Jerry Lynn                                          | Singles match                                                                            | 16:52 |
| 6                           | Austin Aries derrotou Zema Ion, Low Ki e Jack Evans                      | 4-Way match valendo um contrato com a TNA                                                | 13:32 |
| 7                           | Brian Kendrick derrotou Abyss (c)                                        | Singles match pelo TNA X Division Championship                                           | 10:16 |
| 8                           | A.J. Styles derrotou Christopher Daniels                                 | Singles match                                                                            | 28:28 |
| (c) - Campeão antes da luta |                                                                          |                                                                                          |       |